# Austrominius
Austrominius zijn een zeepokkengeslacht uit de familie van de Elminiidae. De wetenschappelijke naam van het geslacht werd in 1983 voor het eerst geldig gepubliceerd door Buckeridge. Soorten van dit geslacht zijn te vinden in Europa en Australië

## Soorten
De volgende soorten zijn bij het geslacht ingedeeld:
- Austrominius adelaidae (Bayliss, 1988)
- Austrominius covertus (Foster, 1982)
- Austrominius erubescens (Bayliss, 1994)
- Austrominius flindersi (Bayliss, 1991)
- Austrominius modestus (Darwin, 1854) (Nieuw-Zeelandse zeepok)
- Austrominius placidus (Bayliss, 1994)